# Paratemnoides plebejus
Paratemnoides plebejus es una especie de arácnido del orden Pseudoscorpionida de la familia Atemnidae.

## Distribución geográfica
Se encuentra en Asia.